# Campionati europei di tuffi 2025 - Trampolino 3 metri maschile
La gara del trampolino maschile da 3 metri ai campionati europei di tuffi 2025 si è svolta il 28 maggio 2025 presso la Gloria Sports Arena di Antalya. Hanno preso parte alla competizione 26 atleti

## Risultati

### Qualificazioni
| Pos. | Atleta                   | Punti  | Gap    | Note |
| ---- | ------------------------ | ------ | ------ | ---- |
| 1    | Moritz Wesemann          | 416.00 |        | Q    |
| 2    | Noah Penman              | 406.10 | 9.90   | Q    |
| 3    | Timo Barthel             | 385.30 | 30.70  | Q    |
| 4    | Matteo Santoro           | 372.70 | 43.30  | Q    |
| 5    | Matthew Dixon            | 367.25 | 48.75  | Q    |
| 6    | Giovanni Tocci           | 361.05 | 54.95  | Q    |
| 7    | Elias Petersen           | 360.55 | 55.45  | Q    |
| 8    | Kirill Boliukh           | 359.35 | 56.65  | Q    |
| 9    | Andrzej Rzeszutek        | 355.90 | 60.10  | Q    |
| 10   | Isak Borslien            | 355.55 | 60.45  | Q    |
| 11   | Juho Junttila            | 337.30 | 78.70  | Q    |
| 12   | Alexandru Avasiloae      | 335.30 | 80.70  | Q    |
| 13   | Dariush Lotfi            | 329.55 | 86.45  | R    |
| 14   | Bohdan Chyzhovskyi       | 329.00 | 87.00  | R    |
| 15   | Max Linan Canela         | 328.90 | 87.10  |      |
| 16   | Folke Barenius           | 321.50 | 94.50  |      |
| 17   | Kacper Lesiak            | 320.95 | 95.05  |      |
| 18   | Theofilos Afthinos       | 318.85 | 97.15  |      |
| 19   | Juan Pablo Cortes Zapata | 318.35 | 97.65  |      |
| 20   | Sebastian Konecki        | 303.60 | 112.40 |      |
| 21   | Luka Martinovic          | 301.50 | 114.50 |      |
| 22   | Giorgi Tsulukidze        | 299.85 | 116.15 |      |
| 23   | Matej Nevescanin         | 298.90 | 117.10 |      |
| 24   | Jonas Brockstedt Madsen  | 273.05 | 142.95 |      |
| 25   | Martynas Lisauskas       | 263.30 | 152.70 |      |
| –    | Tornike Onikashvili      | DNS    | DNS    |      |

### Finale
| Pos. | Atleta               | Punti  | Gap   |
| ---- | -------------------- | ------ | ----- |
|      | Andrzej Rzeszutek    | 431.25 |       |
|      | Noah Penman          | 429.70 | 1.55  |
|      | Moritz Wesemann      | 426.85 | 4.40  |
| 4    | Matteo Santoro       | 425.25 | 6.00  |
| 5    | Matthew Dixon        | 424.95 | 6.30  |
| 6    | Timo Barthel         | 411.75 | 19.50 |
| 7    | Kirill Boliukh       | 401.60 | 29.65 |
| 8    | Giovanni Tocci       | 396.35 | 34.90 |
| 9    | Elias Petersen       | 371.10 | 60.15 |
| 10   | Alexandru Avasiloaie | 356.70 | 74.55 |
| 11   | Isak Borslien        | 349.35 | 81.90 |
| 12   | Juho Junttila        | 339.30 | 91.95 |